# Condado de Solterra
El condado de Solterra es un título nobiliario español creado por Real Decreto el 20 de agosto de 1671 por el rey Carlos II a favor de Juan de Sarriera-Gurb y Descatllar, señor del castillo de Solterra «por haber sido fiel a la corona de España durante la Guerra de los Segadores».

## Condes de Solterra
|                        | Titular                                        | Periodo                |
| Creación por Carlos II | Creación por Carlos II                         | Creación por Carlos II |
| ---------------------- | ---------------------------------------------- | ---------------------- |
| I                      | Juan de Sarriera-Gurb y Descatllar             | 1671-                  |
| II                     | Juan de Sarriera y Rocaberti                   |                        |
| III                    | Narciso de Sarriera y de Cruilles              | ? -1789                |
| IV                     | José Francisco de Sarriera y Copóns            | 1789-                  |
| V                      | José María de Sarriera-Gurb y Despujol         |                        |
| VI                     | Ramón de Sarriera-Gurb y de Pinós-Santcliment  | 1863-                  |
| VII                    | Enrique de Sarriera y de Villalonga            |                        |
| VIII                   | Joaquín de Sarriera y Larrard                  | 1871-1909              |
| IX                     | Clotilde de Sarriera y Roger                   | 1910-1911              |
| X                      | Joaquín de Sarriera y Miláns                   | 1911-1937              |
| XI                     | Jaime Samá y Coll                              | 1938-1979              |
| XII                    | María Victoria Samá y Coll                     | 1981-1983              |
| XIII                   | Alfonso de Fontcuberta Sama de Casanova y Coll | 1983-2001              |
| XIV                    | Mariana de Fontcuberta y Juncadella            | 2002-actual titular    |

## Historia de los condes de Solterra
- Juan de Sarriera-Gurb y Descatllar, I conde de Solterra. Le sucedió su hijo:

- Juan de Sarriera y Rocaberti, II conde de Solterra. Le sucedió su hijo:

- Narciso de Sarriera y de Cruilles, III conde de Solterra.

Se casó en 1785 con María Josefa Copons Descallar. Le sucedió, en 1789, su hijo:
- José Francisco de Sarriera y Copons, IV conde de Solterra. Le sucedió su hijo:

- José María de Sarriera-Gurb y Despujol, V conde de Solterra.

Se casó con María Josefa de Castro-Pinós y Copóns (m. 1857), V marquesa de Santa María de Barbará y de la Manresana,  hija de José Esteban Castro-Pinós y Sureda de Sant Martí, IV marqués marqués de Santa María de Barbará]] y de la Manresana, y de su esposa María Luisa Despujol. Le sucedió, en 1863, su hijo:
- Ramón de Sarriera-Gurb y de Pinós-Santcliment, VI conde de Solterra, VIII marqués de Santa María de Barbará, VI marqués de la Manresana.[4]

Se casó en primeras nupcias con María de la Soledad de Vilallonga y de Amat.
Contrajo un segundo matrimonio con María de los Dolores de Larrard y Juez-Sarmiento. Le sucedió, de su primer matrimonio, su hijo:
- Enrique de Sarriera y de Villalonga (n. en 1868), VII conde de Solterra,  IX marqués de Santa María de Barberá y VII marqués de la Manresana.[4]

Se casó con María del Pilar Losada y Rosés. Le sucedió, en 1871, su hermano de padre:
- Joaquín de Sarriera y Larrard (1834-1909), VIII conde de Solterra.

Se casó con Pilar de Miláns. Le sucedió su nieta, hija de José de Sarriera y Miláns, marqués de Moyá de la Torre, casado con Clotilde Roger.
- Clotilde de Sarriera y Roger, IX condesa de Solterra, que sucedió a su abuelo en 1910. Le sucedió por Real carta de sucesión del 11 de mayo en 1912, el hermano de su padre, su tío carnal:[6]

- Joaquín de Sarriera y Miláns (m. Madrid, 17 de noviembre de 1937),[7] X conde de Solterra.[6]

Se casó con Pilar de Andrade y de Despujol (m. Madrid, 3 de noviembre de 1937), sin descendencia.  Su hermana María de los Dolores de Sarriera y Miláns del Bosch (n. en 1862), se casó el 1 de julio de 1882 con Salvador Samá y Torrens (Barcelona, 17 de abril de 1861-28 de junio de 1933), II marqués de Marianao, grande de España, alcalde de Barcelona y senador. Fueron padres de Salvador Samá y Sarriera (1885-1948), III marqués de Marianao y de marqués de Villanueva y Geltrú, que contrajo matrimonio con Mercedes Coll y Castell: Le sucedió el hijo de este último matrimonio:
- Jaime Samá y Coll (1913-1979), XI conde de Solterra, V marqués de Marianao, grande de España,[8] y IV marqués de Villanueva y Geltrú.[9]  Le sucedió, en 1981, su hermana:

- María Victoria Samá y Coll (1911-20 de octubre de 1992), XII condesa de Solterra,[10] XI marquesa de Santa María de Barberá (rehabilitado este título en 1984, y perdido en 1987 por haber un tercero de mejor derecho, hijo del anterior marqués), VI marquesa de Marianao, grande de España,[8]  V marquesa de Villanueva y Geltrú.[5]

Se casó el 25 de abril de 1935 con José de Fontcuberta y Casanova y Dalmases, IV marqués de Vilallonga, hijo de Francisco Javier de Fontcuberta y de Dalmases, III marqués de Vilallonga y de María del Carmen Casanova y Perella. Le sucedió su hijo, por cesión, en 1983:
- Alfonso de Fontcuberta y Samá (m. 26 de mayo de 2001), XIII conde de Solterra,[11] V marqués de Vilallonga y VII marqués de Marianao, grande de España.[8][5]

Se casó el 11 de octubre de 1981 con María Isabel Juncadella y García-Blasco. Le sucedió, en 2002, su hija:
- Mariana de Fontcuberta y Juncadella (n. en 1985), XIV condesa de Solterra,[12] VI marquesa de Vilallonga,[13] VIII marquesa de Marianao.[14]